# Strontiodressérite
La strontiodressérite est une espèce minérale  formée de carbonate de strontium et d’aluminium monohydraté, de formule (Sr,Ca)Al2(CO3)2(OH)4H2O. 

## Historique de la description et appellations

### Inventeur et étymologie
Décrite par Jamor & Al en 1974. En raison de sa composition chimique, c'est un pôle strontié de la dresserite.

### Topotype
Francon quarry, Saint-Michel District, Montréal, Jacques Cartier Co., Québec, Canada.

## Caractéristiques physico-chimiques

### Cristallochimie
La strontiodressérite appartient au groupe structural et chimique de la dundasite, qui comprend actuellement quatre espèces cristallisant toutes dans le système orthorhombique, de formule générale M2+M3+2(CO3)2(OH)4, H2O avec M2+ = Pb2+, Ba2+ ou Sr2+ et M3+ = Al3+ ou Cr3+.
Groupe de la dundasite
| dundasite          | PbAl2(CO3)2(OH)4, H2O |
| petterdite         | PbCr2(CO3)2(OH)4, H2O |
| dresserite         | BaAl2(CO3)2(OH)4, H2O |
| strontiodressérite | SrAl2(CO3)2(OH)4, H2O |

De ces espèces, seule la dundasite se rencontre fréquemment en tant que produit d’altération des minéraux de plomb comme la galène, ou la cérusite.

### Cristallographie
- Paramètres de la maille conventionnelle : {\displaystyle a} = 9,14 Å, {\displaystyle b} = 15,91 Å, {\displaystyle c} = 5,59 Å ; Z = 4 ; V = 813,46 Å3
- Densité calculée = 2,71 g cm−3

## Gîtes et gisements

### Gîtologie et minéraux associés
- néoformée dans une silico-carbonatite de Saint-Michel dans l’île de Montréal (Québec, Canada), qui est la localité type de l’espèce[3] ;
- dans la carrière de marbre de Nord-Salten (Nordland, Norvège) où elle a été découverte par le collectionneur Tomas Andersen en 1995[4] ;
- en placages cristallins dans les marnes du Jurassique moyen qui sont percées d’une écaille de Trias à Condorcet (Drôme, France)[5].

Comme on peut le constater, la présence de roche carbonatée est systématique dans les trois sites. En revanche, ce qui est remarquable, c’est que l’origine des roches recelant la strontiodressérite est très différente dans chacun des cas : magmatique au Québec, métamorphique en Norvège et sédimentaire en France.

## Cas particulier de la strontiodressérite de Condorcet

### La paragenèse
La strontiodressérite de la Drôme se trouve dans les marnes noires du Jurassique, en compagnie de calcite, célestine, tunisite, dickite, gypse et sulfures tels que sphalérite et chalcopyrite. Ajoutons encore leurs produits de d’altération telles que l’hydrozincite, la smithsonite, la cérusite, la plattnérite et la malachite.
 (décembre 2020).

### Conditions de la découverte[6]
En 1978, alors que je poursuivais l'étude du gisement de tunisite de Condorcet, j’entrepris de prospecter également les marnes des alentours en espérant y découvrir un deuxième site contenant ce minéral très rare. Le 17 juillet, je m’engageai dans un petit vallon encaissé bordé d'épineux presque impénétrables et ramassai, selon mon habitude, un fragment de roche dont l'une des faces était couverte de cristaux blancs très abîmés. En l'observant de plus près, je constatai que ce n'était ni de la calcite ni de la célestine, mais bien de la tunisite ! Je me mis à fouiller fébrilement les environs marneux et la partie amont du ravin dans l’espoir de trouver son origine. Hélas, ce secteur ne semblait contenir que des cristaux de calcite et de célestine, la plupart du temps altérés. Déçu, je rejetai ce débris et quittai le ravin en me jurant de ne plus jamais y mettre les pieds.
Le 29 avril 1999, soit vingt et un ans après cette décevante journée, je revins cependant sur ma décision et décidai de faire, en compagnie de mon ami Denis Beaudet, de Rémuzat, un pèlerinage dans ce site qui m'avait laissé un si mauvais souvenir. « Qui sait ? La chance pouvait tourner... » car Denis, ce « roi du septaria », a un flair incroyable ! Je repérai assez rapidement le petit plateau en contrebas duquel j'avais ramassé l'échantillon de tunisite altérée en 1978. Nous contrôlâmes les pentes marneuses des alentours et découvrîmes, parmi la caillasse, un fragment de calcaire argileux traversé en oblique par deux petits filons. L'un, jaunâtre et opaque, contenait de la calcite, l'autre une masse cristalline incolore, d’aspect vitreux, que j'estimai être de la tunisite. Cette trouvaille nous incita à nous occuper du banc rocheux situé plus haut. Après une demi-heure d'efforts, nous avions déjà récolté suffisamment d'échantillons similaires pour interrompre nos recherches. Afin d’éviter toute erreur de diagnostic, je décidai de faire analyser cette substance. Quelques échantillons furent donc remis à Nicolas Meisser, conservateur du Musée de géologie de Lausanne. En juin 1999, l'analyse aux rayons X confirma mon hypothèse : j'avais effectivement découvert un deuxième gisement abritant de la tunisite !
Nicolas Meisser fut cependant intrigué par un discret encroûtement, composé de petits sphéroïdes jointifs beiges, qui recouvrait partiellement l’une des faces d'un échantillon. Une fracture dans ce dépôt insignifiant, observée au microscope, dévoilait une cristallisation fibro-radiée translucide, blanche et brillante. Était-ce de la strontianite, voire de la dawsonite ? Cet encroûtement fut soumis aux rayons X en septembre 1999 et, pour plus de sûreté, analysé chimiquement. À notre grande surprise, ces deux analyses avaient déterminé de la strontiodressérite. Quelques jours plus tard, Denis Beaudet m'accompagnait dans ce discret ravin afin de délimiter l’étendue de ce nouveau gisement et d’entreprendre les recherches.
En premier lieu, nous récoltâmes dans les éboulis des fragments de roche encroûtés ou parsemés de sphéroïdes de strontiodressérite beige. En « égratignant » le banc calcaire argileux situé plus haut, nous pûmes enfin prélever du matériel de meilleure qualité, voire de première fraîcheur. Dans ce niveau, les fragments de roche étaient, par places, couverts de sphéroïdes blancs. Cette différence de teinte nous permit de déduire que les échantillons précédents avaient été exposés de façon prolongée aux rigueurs climatiques.
Au vu de la rareté de la strontiodressérite, les docteurs Nicolas Meisser et Pierre-Jacques Chiappero, conservateur à la galerie de minéralogie du Muséum d'histoire naturelle de Paris, sont venus sur place en juillet 2000 afin d'étudier ce nouveau gisement si particulier.

### Le gisement[6]
À première vue, ce ravin semble ne présenter aucun intérêt. En y regardant de plus près, on peut cependant constater que le gisement, qui mesure environ trente mètres de longueur, se compose de quatre proéminences rocheuses. Elles font saillie hors d'un banc calcaire argileux délabré et de son support de marne durcie, qui sont parsemés de fentes et de fractures dans tous les sens. Les filons et autres fentes du premier point de recherche contiennent des minéraux intacts et d'excellente qualité, tandis que dans les trois protubérances suivantes, ils sont partiellement décomposés. Ils recèlent en revanche de la strontiodressérite, un minéral encore plus rare que la tunisite.
L'affleurement intact
La largeur des fissures dépasse rarement deux centimètres. Elles sont comblées soit de calcite, de célestine ou de tunisite, soit d’un mélange de ces trois minéraux. Dans le premier cas, la tunisite se présente sous forme de masse translucide et brillante de teinte violine très pâle, composée de cristaux imbriqués les uns dans les autres, sans solution de continuité. Dans le deuxième cas, la tunisite tapisse en général les parois des fissures. L’espace restant se remplit rapidement de calcite qui enrobe parfois des sulfures ou de la dickite. Il est donc très rare de trouver des cristaux de tunisite aux contours bien dessinés.
L'affleurement dégradé
La minéralisation dans le banc calcaire argileux 
Les fissures des trois saillies suivantes du banc rocheux contiennent les mêmes minéraux que celles du premier affleurement. Les filons étanches, dont l'épaisseur peut atteindre le décimètre, contiennent donc souvent de la tunisite massive, très légèrement violine, de première génération. En général, les filons sont perméables et leur remplissage incomplet, ce qui a permis aux cristaux de se développer sans contrainte et de former des faces terminales. La plupart d’entre eux ont, cependant, subi de sérieuses dégradations. La célestine de première génération est pratiquement redissoute alors que la tunisite, protégée par une couche de calcite, n’a été que partiellement atteinte. La sphalérite de quelques filons restés étanches a supporté cette période destructive sans problème, tandis que dans les zones perméables, elle a été fortement détériorée, voire totalement décomposée. Les cavités qui subsistent contiennent souvent des vestiges de sphalérite et des résidus brun orangé. La chalcopyrite, le seul sulfure qui s'en soit sorti sans dommage, a, par la suite, engendré de la malachite. Quant à la calcite et la dickite, elles n'ont pas été inquiétées par ces ravages. Ces destructions sélectives ont cependant enrichi la solution aqueuse en sels minéraux et simultanément neutralisé son agressivité. Lors d'une sursaturation ultérieure, cette solution modifiée a dû se dessaisir des sels excédentaires qu’elle contenait. À cette occasion, elle a généré de la strontiodressérite, un minéral extrêmement rare qui apparaît uniquement dans les filons perméables, où les minéraux sont en voie de transmutation ou déjà déminéralisés, ainsi que dans tous les interstices où la solution modifiée a pu pénétrer. Certains minéralogistes classent ainsi la strontiodressérite parmi les évaporites.
Les filons au remplissage partiel, qui abritent des scalénoèdres centimétriques de calcite blanchâtre, sont souvent couverts ou parsemés de sphéroïdes de strontiodressérite d’un blanc éclatant. Ils forment de spectaculaires agrégats fibroradiés.
Ces filons ainsi que les fissures importantes du banc calcaire argileux abritent fréquemment de la dickite, un minéral argileux blanc, microcristallin. Elle remplace, dans la mesure du possible, la célestine de première génération redissoute et comble partiellement des zones déminéralisées. Les lacunes qui subsistent sont parfois parsemées de cristallites individuelles fusiformes, blanches et brillantes qui sont le premier stade du développement des sphéroïdes. Elles s’assemblent en gerbes graciles, à la base desquelles se forme ensuite un petit noyau sphérique qui augmente rapidement de volume et enrobe de plus en plus les cristallites disposées en étoile. Ces complexes cristallins font ainsi penser à des pelotes d'épingles ou à des hérissons aux longs piquants dressés. À la fin de leur évolution, les sphéroïdes peuvent totalement incorporer les sommets des cristallites. Ces différents stades, qui se côtoient sans problème, peuvent également s'observer sur les plans de fracture du remplissage calcique de certaines fissures.
Les cristaux de célestine de deuxième génération et les sphéroïdes de strontiodressérite se sont très souvent déposés simultanément sur les scalénoèdres des filons de calcite.
De petits groupes de cristaux carrés et troubles de tunisite de troisième génération (type B) accompagnent parfois les sphéroïdes de strontiodressérite dans des recoins éloignés de certaines géodes de calcite. Ils se sont développés aussi bien sur du matériel décomposé que sur des minéraux intacts et peuvent même apparaître sur les sphéroïdes de strontiodressérite. La longueur de leurs arêtes varie entre 0,3 et 0,7 mm.
On a même ramassé au fond du ravin un cristal de galène de quatre centimètres de grandeur dont l’une des faces est parsemée de cristaux submillimétriques partiellement couverts de rouille. La position idéale et les contours très nets du plus grand d'entre eux permettent de constater qu'il s'agit de tunisite de troisième génération de type B aux angles à peine tronqués. Cette superposition n'a jamais été observée dans ce gisement, ni dans celui de tunisite de la Drôme. Il provient vraisemblablement d’un filon de galène enfoui sous les éboulis. C’est d’ailleurs sur cette galène que Nicolas Meisser a décelé la plattnerite.
À la suite d'une « erreur de gestion », la strontiodressérite s'est même déposée sur des cristaux intacts de tunisite de deuxième génération pouvant atteindre 5 mm de côté ! Ils forment des groupements jointifs d’individus de type C accolés par leur base (001). Cette superposition est d'autant plus surprenante que la formation de la strontiodressérite découle, en partie, de la décomposition de la tunisite. Des vestiges d’un enduit jaune orangé opaque, qui recouvrent par places le tapis cristallin, permettent de déduire que la tunisite a été protégée durant la période destructive par un minéral qui, après sa redissolution, a laissé subsister ces traces en souvenir de son passage. Pour l'instant, cette particularité n'a été observée que sur un seul échantillon.
Le gypse, dernier minéral de cette paragenèse, forme, par places, des croûtes millimétriques, incolores et transparentes sur les minéraux et coiffe parfois les sommets des scalénoèdres d’un bonnet gris peu esthétique.
La minéralisation dans les marnes
La solution hydrothermale issue du Trias, qui a pénétré dans les fentes du banc rocheux, a également imbibé et durci les marnes sous-jacentes. Elles sont devenues cassantes et ont été brisées et disloquées par des pressions latérales d’origine tectonique. Au contact du banc calcaire argileux, ses fragments sont souvent partiellement tapissés de scalénoèdres millimétriques brun sombre de calcite de deuxième génération. Les encroûtements de strontiodressérite qui adhèrent sans problème à la calcite se trouvent souvent en porte-à-faux un à deux millimètres au-dessus de la marne. Ces espaces sont le résultat d'un décapage partiel de leur surface grumeleuse et très friable par l'eau de pluie infiltrée dans les fentes et autres interstices. En ce qui concerne les échantillons qui traînent sur le pierrier, on constate que le choc infligé à cette marne par les gouttes de pluie a encore accentué les dégâts. Toutefois, l'importante dégradation observée lors de la pénétration des fentes est souvent constatée et n'a rien de caractéristique.
Plus bas encore, la solution a pénétré entre les fragments de la marne totalement disloquée et à peine durcie. Elle a tapissé ces vides avec des encroûtements de strontiodressérite parfois accompagnés de cristaux rhombiques de célestine de troisième génération. Cette marne contient souvent des grains de sphalérite partiellement décomposés. 
Là également, le gypse est le dernier minéral qui ait cristallisé. Il forme des cristaux plats ainsi que des plages assez étendues entre les couches de la marne. Les mâcles en « fer de lance » sont fréquentes.

### Caractéristiques de la strontiodressérite de Condorcet[7]
Dans le gîte de Condorcet, la strontiodressérite, en agrégats blancs mamelonnés et fibroradiés, se singularise par sa grande abondance comparativement aux gîtes mondiaux connus à ce jour. Visuellement, la confusion avec d’autres carbonates hydratés blancs est très grande, c’est le cas en particulier avec la dawsonite. De ce fait, lorsque nous avons étudié les premiers échantillons en 1999, nous pensions alors avoir affaire à de la dawsonite, un minéral déjà connu dans les Alpes. L’analyse par diffraction de rayons X a donné des résultats très différents, le diagramme de poudre obtenu correspondant à une espèce du groupe de la dundasite. Afin de supprimer toute ambiguïté dans la détermination, des analyses qualitatives ont été effectuées par spectroscopie de dispersion d’énergie de rayons X (EDXS). Les résultats ont montré la présence dominante de l’aluminium, du strontium, de l’oxygène et du carbone. De faibles quantités de calcium, de même que des traces de zinc et de baryum ont également été détectées sur certains échantillons. Par suite de l’abondance de strontiodressérite à Condorcet, des analyses chimiques quantitatives ont été réalisées à l’aide de la microsonde électronique pour doser le strontium, le calcium et l’aluminium. Grâce au coulomat nous avons dosé le gaz carbonique (CO2) dégagé par le minéral lors de sa décomposition thermique à 1 000 °C. Les teneurs obtenues sont en excellent accord avec celles de la composition théorique et correspondent au matériel type du Québec.
À notre connaissance, c’est la première fois que du zinc est mis en évidence dans des minéraux du groupe de la dundasite. La présence de cet élément n’est pas étonnante dans le gîte de strontiodressérite de Condorcet : la sphalérite brun miel ainsi que ses carbonates d’altération, l’hydrozincite et la smithsonite, y sont localement abondants. Cette présence de zinc, qui se substitue au strontium et au calcium dans la strontiodressérite, laisse supposer l’existence d’une nouvelle espèce hypothétique, la « zincodressérite » de formule idéale : ZnAl2(CO3)2(OH)4, H2O.
De même, le calcium toujours présent dans les analyses (jusqu’à 3,7 % de CaO) supporte l’existence probable d’un équivalent calcique dans le groupe de la dundasite : l’hypothétique « calciodressérite » de formule idéale : CaAl2(CO3)2(OH)4, H2O.

### Étude sur le terrain[7]
Stimulés par la possibilité de décrire de nouvelles espèces minérales, nous avons recherché ces probables termes zincifères et calciques. Au laboratoire, une telle traque nécessite l’analyse de nombreux échantillons, ce qui est rapidement très onéreux. La méthode la plus simple consiste dès lors à sélectionner directement sur le terrain les agrégats de strontiodressérite riches en zinc ou en calcium, puis de les soumettre ensuite à des analyses plus poussées en laboratoire. 
Face à la surabondance de calcium sous la forme de calcite dans les roches du gisement, nous avons renoncé à déterminer sur le terrain sa présence dans la strontiodressérite, les risques d’erreur par contamination du minéral étant trop élevés. Notre recherche s’est focalisée sur le zinc. Lors d’une mission effectuée en juillet 2000, nous avons copieusement pulvérisé une solution révélant la présence de zinc sur les affleurements à strontiodressérite. Le réactif utilisé est une solution aqueuse de diméthylaniline, d'hexacyanoferrate de potassium et d’acide oxalique. Appelé familièrement « réactif de Gertrude » par les prospecteurs, ce mélange, répandu sur les carbonates, révèle immédiatement la présence de zinc par l’apparition d’une intense couleur rouge. De ce fait, nous avons facilement pu récolter de la strontiodressérite zincifère. Au laboratoire, l’étude à l’échelle microscopique de cette dernière a révélé que le zinc était distribué de manière hétérogène au sein des cristaux fibreux. Grossièrement, cette zonation chimique s’exprime de la sorte : richesse en zinc au cœur des agrégats, puis absence et enfin de nouveau présence en bordure des agrégats fibroradiés. La présence de l’équivalent zincifère du groupe de la dundasite est donc pratiquement certaine à Condorcet, mais malheureusement sa caractérisation comme nouvelle espèce se heurte à des problèmes analytiques liés à la petitesse des cristaux.
Examinés sous un fort grossissement à l’aide du microscope électronique à balayage (MEB), les agrégats radiés de strontiodressérite de Condorcet révèlent qu’ils sont constitués de cristaux fibreux en forme de lattes et aux terminaisons tronquées, le tout rappelant des planches. Leur épaisseur moyenne est de l’ordre de deux microns (0,002 mm) alors que leur longueur peut atteindre 2 mm, soit un rapport longueur/épaisseur de l’ordre de 1000. Il est évident que des dimensions si extrêmes rendent particulièrement difficiles, voire aléatoires, les analyses chimiques et structurales indispensables à l’homologation de nouvelles espèces minérales

### L’origine de la strontiodressérite à Condorcet[7]
Les éléments chimiques constitutifs de la strontiodressérite étant ubiquistes dans les roches sédimentaires, on peut dès lors se demander pourquoi le gîte de Condorcet est le seul connu à ce jour dans de telles roches. Trois caractéristiques géologiques propres à cette région (mais également connus ailleurs dans le monde) méritent d’êtres mises en lumière :
- la présence massive de strontium dans le Trias sous-jacent. Les indices de célestine sont très nombreux dans toute la région et ce minéral fut même exploité industriellement à Condorcet ;
- une diagenèse au mésozoïque et un faible métamorphisme alpin caractérisés par des températures de l’ordre de 150 à 200 °C[8] ;
- des mouvements tectoniques liés au diapirisme : les roches plus légères — celles du Trias dans la région — remontent à la surface tout en perçant les roches plus denses.

Cette conjonction de particularités et d’événements géologiques a engendré localement une fracturation intense des calcaires argileux du Jurassique moyen (callovo-oxfordien) accompagnée par la circulation de fluides chauds, enrichis en strontium issu du Trias.
On constate à Condorcet que la strontiodressérite est associée à un autre minéral très rare : la tunisite. Ailleurs dans le monde (Tunisie et Russie), ce dernier minéral se rencontre également dans des formations géologiques affectées par le diapirisme. Par rapport à la tunisite, la strontiodressérite apparaît plus tardivement. La présence de cristaux corrodés de tunisite dans le gîte laisse fortement supposer que la strontiodressérite résulte de la déstabilisation de cette dernière sous l’action de fluides chauds riches en strontium, selon la réaction suivante :
NaCa2Al4(CO3)4(OH)8Cl + 2Sr2+→2SrAl2(CO3)2(OH)4.H2O + 2Ca2+ + NaCl
(tunisite) + (strontiodressérite) + (sel)
Hypothétiquement, deux stades de réaction ont probablement conduit à la formation de la strontiodressérite :
1. Formation de la tunisite. Des solutions hydrothermales, sulfatées, carbonatées et salines issues du Trias, circulent entre les couches de marne du Jurassique moyen à la faveur de fractures. De par leur agressivité, ces solutions altèrent les minéraux argileux des marnes, libérant ainsi l’aluminium nécessaire à la formation de la tunisite. De grandes quantités de soufre sont présentes dans les fluides : la célestine précipite en abondance, de même que la sphalérite et la galène dans des conditions plus réductrices.
2. Formation de la strontiodressérite. La température des fluides diminue, ils s’appauvrissent considérablement en soufre, mais restent carbonatés. De ce fait le strontium se dépose essentiellement sous la forme de son carbonate : la strontianite. La tunisite réagit au contact de ces fluides, ce qui produit la strontiodressérite.

### Conclusion[7]
Les synthèses hydrothermales que nous menons actuellement au laboratoire du Musée cantonal de géologie à Lausanne nous permettront certainement de mieux comprendre l’origine de la strontiodressérite de Condorcet. Loin de nous l’idée de nous inféoder à des études strictement académiques consacrées à des minéraux « exotiques ». La connaissance de la géochimie du strontium dans les milieux argileux est importante : les déchets des centrales nucléaires sont riches en strontium 90 radioactif éminemment toxique, or de multiples projets de dépôts de tels déchets dans des formations argileuses sont en cours de réalisation. On peut dès lors considérer le gîte de Condorcet comme un analogue naturel (et non un équivalent !) d’un dépôt de strontium radioactif et sa connaissance minéralogique et géochimique est riche en enseignements. Parmi ceux-ci, citons simplement les phénomènes de mobilité et de fixation du strontium dans un milieu argileux.
Bibliographie
- Barlier, J. (1974) : Recherches paléothermométriques dans le domaine des terres noires subalpines méridionales. Thèse troisième cycle, université de Paris sud.
- Jambor J.L., Sabina Ann P., Roberts A.C. et Sturman B.D. (1977) : Strontiodresserite, a new Sr-Al carbonate from Montreal Island, Quebec. « Canadian Mineralogist » vol. 15, p. 405-407.
- Martin R., Mullis J., Nungässer W. et von Raumer J. (1979) : La tunisite des Terres Noires de la Drôme (France). « Bulletin suisse de minéralogie et pétrographie » 59, 223-238.
- Martin R. (1982) : La tunisite de la Drôme (France). « Le Cristallier Suisse » vol. 6, no 1, p. 1-15, (16-26).